# انستبول
انستبول (به انگلیسی: Enestebol) با فرمول شیمیایی C20H28O3 یک ترکیب شیمیایی است. که جرم مولی آن ۳۱۶٫۴۳ گرم بر مول می‌باشد.